# بعد وحشيات فجرية
بعد وحشيات فجرية (الاسم العلمي: Eometatheria) هي أصنوفة من الثدييات تتبع الجرابيات الأسترالية.

## التصنيف
- رتبة †اليلكباريدونيات -منقرضة
  - فصيلة †اليلكباريدونات -منقرضة
    - جنس †اليلكباريدون -منقرض
- رتبة الجرابيات الخلدية
  - فصيلة المناجذ الخلدية
    - جنس الخلد الجرابي
      - خلد جرابي جنوبي
      - خلد جرابي شمالي
- الرتبة الكبيرة لدصيوريات الشكل وأشباهها
  - رتبة دصيوريات الشكل
    - فصيلة الدصيوريات
- الرتبة الكبيرة لملتحمات الأصابع
  - رتبة ثنائيات الأسنان الأمامية
    - رتيبة ومبتيات الشكل
      - فصيلة الدببة الجرابية
        - الكوالا

      - فصيلة الومبتيات
        - جنس الومبت
        - جنس الومبت مشعر الخطم